# Сидорова, Глафира Петровна
Глафи́ра Петро́вна Си́дорова (2 декабря 1922, Палевицы, Автономная область Коми (Зырян), РСФСР — 16 декабря 2019, Сыктывкар, Россия) — советская и российская театральная актриса и педагог; народная артистка СССР (1980).

## Биография
Глафира Сидорова родилась 2 декабря 1922 года в селе Палевицы (ныне — в Сыктывдинском районе Республики Коми; по другим источникам — в дер. Ивановка недалеко от села Палевицы).
В 1942 году окончила коми-студию ГИТИСа им. А. В. Луначарского по специальности «Актёр драматического театра и кино».
С 1943 года — актриса Государственного театра драмы Коми АССР (ныне Государственный академический театр драмы имени В. Савина) в Сыктывкаре. Постоянный член Художественного совета театра.
Была художественным руководителем творческой студии в Республиканском училище искусств (ныне Колледж искусств Республики Коми).
С 1986 по 2000 год возглавляла Союз театральных деятелей Республики Коми, активно сотрудничала с Союзом театральных деятелей Российской Федерации.
Скончалась 16 декабря 2019 года на 98-м году жизни в Сыктывкаре. Похоронена на Центральном кладбище.

## Роли
- Васса Борисовна — «Васса Железнова» М. Горького
- Танкабике — «В ночь лунного затмения» М. Карима
- Трефена — «Над светлой водой» В. Белова
- Тётка Аксинья — «Шондібанöй, олöмöй» (Праздник души) П. Шахова
- Ненила — «Шондіöй-мамöй» И. Гладких
- Ловиса Нискавуори — «Женщина Нискавуори» Х. Вуолийоки
- Пани Конти — «Соло для часов с боем» О. Заградника
- Матрёна — «Власть тьмы» Л. Толстого
- Рита Устинович — «Как закалялась сталь» по Н. Островскому
- Домна Каликова — «Домна Каликова» H. Дьяконова и С. Ермолина
- Василиса — «Свадьба с приданым» Н. Дьяконова
- Ульяна — «Сельские вечера» В. Леканова
- Мавра — «Клин клином» В. Леканова
- Настасья Филипповна — «Идиот» по Ф. Достоевскому)
- Меланья — «Егор Булычов и другие» М. Горького
- Квашня — «На дне» М. Горького
- Надежда — «Последние» М. Горького
- Любка Шевцова — «Молодая гвардия» по А. Фадееву
- Анфиса — «Угрюм-река» по В. Шишкову
- Комиссар — «Оптимистическая трагедия» В. Вишневского
- Кабаниха — «Гроза» А. Островского
- Лушка — «Поднятая целина» по М. Шолохову)
- Мария Александровна Ульянова — «Семья» И. Попова
- Галчиха — «Без вины виноватые» А. Островского
- Василиса Мелентьева — Василиса Мелентьева А. Островского
- Граня — «К морю-океану» В. Шишкова
- Елизавета Никандровна — «Дневник женщины» К. Финна
- Аграфена — «Печорская быль» М. Калинина
- Кариса — «Ухабы жизни» В. Леканова
- Федора — «Бывают же такие» Г. Юшкова
- Дарья Попова — «Бунт в Усть-Куломе» В. Савина
- Павла — «Кыськц тай эмцсь» Г. Юшкова

## Награды и звания
Почётные звания:
- Заслуженная артистка Коми АССР (1945)
- Народная артистка Коми АССР (1949)
- Заслуженная артистка РСФСР (22 августа 1956 года)
- Народная артистка РСФСР (30 декабря 1967 года) — за заслуги в области советского театрального искусства[4][5]
- Народная артистка СССР (8 октября 1980 года) — за большие заслуги в развитии советского театрального искусства[6]

Медали и ордена:
- Орден Дружбы (21 декабря 2005 года) — за заслуги в области культуры и искусства, многолетнюю плодотворную работу[7]
- Орден Трудового Красного Знамени (1986)
- Орден «Знак Почёта» (1946)
- Медаль «За оборону Москвы» (1944)
- Медаль «За доблестный труд (За воинскую доблесть). В ознаменование 100-летия со дня рождения Владимира Ильича Ленина» (1970)
- Медаль «Ветеран труда» (1976)
- Медаль «В память 850-летия Москвы» (1997)
- Медаль «65 лет Победы в Великой Отечественной войне 1941—1945 гг.» (2010)[8]

Премии:
- Государственная премия Коми АССР им. В. А. Савина в области литературы и искусства (1973)
- Премия Правительства Республики Коми им. В. А. Савина в области драматургии и театрального искусства (1997)
- Общественная премия имени заслуженного артиста РСФСР, народного артиста Коми АССР С. И. Ермолина в области театрального искусства «Зарни кодзув» — за вклад в развитие театрального искусства Республики Коми, пропаганду драматургических произведений (2007)

Другие награды, поощрения и общественное признание:
- Почётная грамота Президиума Верховного Совета Коми АССР (1953)
- Диплом I степени Министерства культуры Коми АССР (1970)
- Почётная грамота Коми Областного Комитета КПСС (1972)
- Диплом I степени II Коми республиканского фестиваля профессионального искусства, посвящённого XXI съезду КПСС (1976)
- Почётная грамота Министерства культуры Коми АССР (1980)
- «Памятная медаль Союза женщин России» за вклад в развитие женского движения Республики Коми (2001)
- Благодарность Президента Российской Федерации (5 декабря 2010 года) — за вклад в развитие отечественной культуры и искусства, многолетнюю творческую деятельность[9][10]